# شعار ماساتشوستس
Ense petit placidam sub libertate quietem : (بالأنجليزية "By the sword we seek peace, but peace only under liberty") وهي عبارة لاتينية تعني «بالسيف نسعى للسلام، ولكن السلام في ظل الحرية» وهي ترجمة فضفاض وتترجم حرفيا «انها تسعى بالسيف لسلام هادئ تحت الحرية» والتأنيث أخد من كلمة "manus" وتعني اليد من العبارة "Manus haec inimica tyrannis ense petit placidam sub libertate " وتعني «هذه اليد، معادية للطغاة، وتسعى بالسيف لسلام هادئ تحت الحرية» 
وهي الشعارالرسمي لولاية ماساتشوستس وجامعة ماساتشوستس في أمهيرست.
كتبت العبارة في سنة 1659 بواسطة الجندي الأنجليزي ألغرنون سيدني المعارض لتشارلز الثاني والذي اعدام في وقت لاحاق بتهمة الخيانة. تم الموافقة علي أستخدام العبارة كشعار رسمي لأول مرة من قبل المحكمة العامة لماساتشوستس (أي المجلس التشريعي للولاية) وتطبيقها على ختم مؤقت لولاية ماساتشوستس في 1775، وفي 13 ديسمبر 1780 وافق المجلس التشريعي تطبيقه على الختم العظيم لولاية ماساتشوستس.

## وصلات خارجية
- The History of the Arms and Great Seal of the Commonwealth of Massachusetts